# Галерия на сестрите Мариам и Еранухи Асламазян
Галерията на сестрите Мариам и Еранухи Асламазян (на арменски: Ասլամազյան քույրերի պատկերասրահ) е културно-историческа институция, галерия и мемориален музей в град Гюмри, Армения. В нея се съхранява значителна колекция от произведенията на сестрите художнички Мариам Асламазян и Еранухи Асламазян.
„Галерията на сестрите Мариам и Еранухи Асламазян“ се счита за единствената галерия на Република Армения, където авторите на изложените и запазените творби са променили отношението към равенството между половете по време на техния творчески период.

## История
Сградата на Галерията на сестрите Мариам и Еранухи Асламазян се намира на централния площад на Гюмри. Тя е построена през 1880 – 1900 г. от богати търговци, от известната фамилия Кешишови от Гюмри, като тяхно жилище. Сградата е изградена от черен туф.
Сградата е образец за градската архитектура на Александропол от 19 век, включваща елементи от традиционната европейска арменска архитектура от онова време, създавайки уникална характеристика на стила, типичен за Гюмри, с луксозния си вътрешен двор и дървен балкон. Като пример за архитектура тя е включена в Архитектурния резерват „Кумайри“ през 1980 г.
В годините на съществуването си сградата на галерията е била два пъти подложена на силни изпитания – катастрофалните земетресения в Гюмри през 1926 и 1988 г. след което е възстановена и отворена отново. След разрушителното земетресение от 1988 г. сградата на галерията е предоставена временно на бездомните жители и е отворена отново през 2004 г.
Сградата на галерията е ремонтирана и открита през 1987 г. от сестрите Асламазян, които дарявят творбите си за нейното оформление. Тя е включена в списъка с недвижимите исторически и културни паметници на Гюмри.

## Експозиция
„Галерията на сестрите Мариам и Еранухи Асламазян“ е една от уникалните галерии в Република Армения, където се съхранява пълната им колекция от живописните, графични, и керамични произведения.
Галерията е двуетажна сграда. На приземния етаж са изложени творбите на Еранухи Асламазян, а на втория етаж – произведенията на Мариам Асламазян.
В галерията са запазени близо 620 оригинални творби, дарени от двете сестри.

## Дейности
Галерията също така изпълнява програми за културно образование, които подпомагат разпространението и популяризирането на арменската култура.
Основните събития, провеждани в мемориалния музей, са:
- Нощта на музеите (май)
- Дни на европейското наследство (септември)
- Чествания на Мариам и Еранухи Асламазян (април и октомври)
- Временни прожекции за различни градски събития
- Изложби на различни художници